# Imád ad-Daula
Imád ad-Daula (tudományos átiratban ʿImād ad-Dawla, arab betűkkel عماد الدولة), eredeti nevén Abu l-Haszan Ali ibn Búja (tudományos átiratban Abū l-Ḥasan ʿAlī ibn Būya, arab betűkkel أبو الحسن علي بن بوية; szül. 894/895 k. – Siráz, 949. november 11.) zsoldosból lett fejedelem, a dajlami származású Buvajhidák hatalmának megalapozója, a fárszi emírség megszerzője volt. Segítségével egyik öccse a Dzsibál, a másik pedig Dél-Mezopotámia és Huzesztán uralkodója lett.

## Felemelkedése
Ali és testvérei Dajlamban, a Kaszpi-tenger közelében fekvő hegy-völgyes tartományban születtek, ahova csak a 9. század végén tört be igazán az iszlám. Búja ibn Faná-Huszrau alacsony sorban élt: vagy halász, vagy katona volt. (A későbbi buvajhida genealógiák igyekeztek fejedelmi ősöket kimutatni, ami valószínűtlen.) Három fia, ahogy számos honfitársuk ebben az időben, zsoldoskatonának állt. Részt vettek a 920-as évektől zajló, Tabarisztánból végül Észak-Perzsia nagy részére kiterjedő háborúban. Előbb a transzoxániai és horászáni Számánidákat szolgáló Mákán ibn Káki seregében harcoltak, majd ellenfele, a dzsibáli uralmat kialakító Mardávídzs ibn Zijár oldalára álltak annak győzelmét követően. Ali ibn Búja viszonylag magas rangot ért el Mardávídzs seregében, ezért Mardávídzs 932-ben Karadzs élére nevezte ki adószedőnek. Ilyen minőségben sikereket aratott a helyi lázadók erődjeinek elfoglalásával, és jó kapcsolatokat épített ki a helyi elittel, ami gyanakvással töltötte el uralkodóját.
Miután elegendő pénzt és katonát gyűjtött, megtámadta Iszfahánt és felajánlotta a hűségét al-Káhir kalifának. Ez egyet jelentett Mardávídzs nyílt elárulásával, hiszen a zijárida hadúr zoroasztriánus restaurációt hirdetett, és el akarta söpörni az iszlámot. Ibn Búja azonban az ellenálló helytartó, al-Muzaffar ibn Jákút ellenében vereséget szenvedett túlereje ellenére, katonái nagy része pedig átállt ellenfeléhez. Mardávídzs haragja elől dél felé, Fársz tartományba menekült megmaradt erőivel. 933-ban érkezett Arradzsánba, ahonnan tárgyalni kezdett a helytartóval, Jákúttal, aki azonban ellenségesnek bizonyult. Isztahr mellett Ibn Búja csapatai győztek, Jákút pedig a szomszédos Huzesztánba menekült, így Fársz Ali ibn Búja ölébe hullott.

## A fárszi uralom
Miután 933-ban bevonult Sirázba és Arradzsánba, Ali ibn Bújának szembe kellett néznie Mardávídzs ibn Zijár bosszújával. Hajdani ura ugyanis röviddel fárszi bevonulását követően Huzesztánt is elfoglalta, így már északról és nyugatról is fenyegette. Mardávídzs közeledése egyúttal Bagdadot is megriasztotta, ezért 934 szeptembere/októbere folyamán a fennálló helyzetet törvényesítve a kalifa kinevezte Ibn Búját Fársz helytartójává. A szövetség ellenére ő jobbnak látta megbékíteni a karizmatikus zijárida hadurat, ezért békét kötött vele, aminek zálogául al-Haszan nevű fivérét elküldte hozzá túsz gyanánt, egyúttal elismerte a főségét és dús ajándékokat küldött neki. Szerencséjére 935 januárjában, mielőtt bármelyik irányba folytathatta volna a hódításait, Ibn Zijárt meggyilkolták a katonái, akik ezután nagyrészt szétszóródtak Mezopotámiában és Iránban új gazdákat keresve. Mardávídzs öccse, Vusmgír kénytelen volt kivonulni Huzesztánból, és defenzívába szorult az addig megszerzett területeken.
Mardávídzs halálát követően Jákút bevonult Huzesztánba azzal a szándékkal, hogy visszafoglalja Fárszot, de ismét vereséget szenvedett, visszavonulása közben pedig a helyi adóbérlő, Abu Abdalláh al-Barídi megvásárolta a serege hűségét, ami fellázadva megölte Jákútot. Huzesztán al-Barídi kezébe került, aki elsősorban Baszra, illetve távlatosan Bagdad megszerzését tekintette céljának. Ali ibn Búja így szabad kezet kapott a terjeszkedéshez: al-Haszan nevű fivére a Dzsibál megszerzéséért indult harcba a támogatásával, ahol hosszas harcok árán 947-re sikerült végleg biztosítania a hatalmát. Egy másik öccse, Ahmad, a bátyjától kapott csapatokkal a keleti Kermánt próbálta elfoglalni az Iljászidáktól, és bár sikert is ért el, a vad hegyi népek (beludzsik és kufecsik) annyira ellehetetlenítették a helyzetét, hogy 936/937-ben végül újabb sereget kellett küldeni a kimentésére.
Ahmad rövidesen nyugaton kamatoztathatta a tehetségét: a bátyja szövetkezett al-Barídival a Bagdadból érkező támadások kivédésére, így 937 végén már közösen harcoltak sikerrel a Huzesztán visszafoglalását tervező Muhammad ibn Ráik főemír ellen. Együttműködésük nem volt hosszú életű, mert valamin összekülönböztek. Rövidesen elhódította Huzesztánt, ahonnan már a mezopotámiai eseményeket is befolyásolhatta: 944-ben elfoglalta Vászitot, 946 januárjában pedig bevonult Bagdadba, ahol megszerezte a főemíri címet. A kalifától saját maga és fivérei számára tiszteleti címeket is kapott: ő maga Muizz ad-Daula, al-Haszan Rukn ad-Daula, a legidősebb testvér, Ali pedig az Imád ad-Daula néven vonult be a történelembe.
A mindvégig Fárszban uralkodó fejedelem egészen haláláig megmaradt családfőnek, amit az jelzett, hogy hármójuk közül ő viselte a perzsa nagykirályi (sáhánsáh) címet, emellett pénzein a főemíri titulust is használta. A dinasztiaalapító három fivér életében rendkívül szoros volt a családi kötelékekre alapozott együttműködés, és a mindenkori nagykirály komoly hatalommal bírt rokonai felett, függetlenül attól, hogy elméletileg a főemíri címet viselő öccsének volt alárendelve mint közönséges helytartó (emír). Találkozásaikkor fivérei a legnagyobb tisztelettel viseltettek iránta. Imád ad-Daula uralkodásának fárszi eseményeiről keveset tudunk, ami bizonyára annak a jele, hogy a tartomány békésen, nyugalomban fejlődött. A fejedelemről sem maradt fenn sok személyes információ: gyanítható, hogy családja egészéhez hasonlóan mérsékelt síita volt, és származásából fakadóan túlzottan művelt sem lehetett. A források erényei közül bőkezűségét emelik ki.
Gyermektelen lévén unokaöccsét, Rukn ad-Daula Faná-Huszrau nevű fiát szemelte ki örököséül, aki Adud ad-Daula néven vált ismertté. 949-ben, halála közeledtét érezve több megbízhatatlannak tartott dajlami tisztet letartóztatott, majd magához vette a fiút, akit udvarának előkelőségei és tisztjei előtt nyilvánosan is örökösévé jelölt ki. Imád ad-Daula 949. november 11-én halt meg, és a később több családtagja által használt mauzóleumban temették el fővárosában, Sirázban. Az elővigyázatos intézkedések ellenére az öröklés nem volt zökkenőmentes: a tizenhárom éves herceg számára apja és másik nagybátyja beavatkozása mentette meg a sirázi trónt.